# G.9963
La recomendación G.9963 es un estándar de red doméstica bajo desarrollo en los estándares de Unión de Telecomunicación Internacionales sector, el ITU-T.
Esta empezó en 2010 por ITU-T para añadir capacidades al G.hn de múltiple-entrada y múltiple-salida (conocido como MIMO) originalmente definidos en la recomendación G.9960. El estándar es también conocido como "G.hn-mimo".
Como parte de la familia de estándares G.hn, G.9963 estuvo aprobado por el HomeGrid Forum.